# Typhlocyba ethiopica
Typhlocyba ethiopica är en insektsart som beskrevs av Irena Dworakowska 1978. Typhlocyba ethiopica ingår i släktet Typhlocyba och familjen dvärgstritar. Inga underarter finns listade i Catalogue of Life.